# عدم المساواة بين الجنسين في المكسيك
تشير عدم المساواة بين الجنسين في المكسيك إلى الحريات المتباينة في الصحة والتعليم والقدرات الاقتصادية والسياسية، بين الرجال والنساء في المكسيك. تضاءلت عبر التاريخ، لكنها ماتزال موجودة في أشكال عديدة بما في ذلك التباين في التمثيل السياسي والمشاركة السياسية للمرأة، والفجوة في الأجور بين الجنسين، وارتفاع معدلات العنف المنزلي وقتل النساء. صنف المنتدى الاقتصادي العالمي المكسيك في المرتبة 66 من حيث المساواة بين الجنسين من بين 144 دولة اعتبارًا من عام 2016 م. التفاوت الهيكلي بين الجنسين متماثل نسبيًا بين الولايات المكسيكية نظرًا لوجود عدد قليل جدًا من الاختلافات الإقليمية في التفاوتات الموجودة.

## التصنيف العالمي
صُنّفت عدم المساواة بين الجنسين من قبل مجموعات مختلفة حول العالم. ينشر المنتدى الاقتصادي العالمي على سبيل المثال، نتيجة مؤشر الفجوة العالمية بين الجنسين لكل دولةٍ في كل عام. لا يركز المؤشر على تمكين المرأة، ولكن على الفجوة النسبية بين الرجال والنساء في أربع فئات أساسية: المشاركة الاقتصادية، والتحصيل العلمي، والصحة والبقاء على قيد الحياة، والتمكين السياسي. تشمل تدابير مثل الإجهاض المقدّر الانتقائي على أساس نوع الجنس، وعدد السنوات التي كانت فيها الأنثى رئيسةً للدولة، ونسبة الإناث إلى الذكور ممن يلّمون بالقراءة والكتابة، ونسبة الدخل المقدرة للإناث في الدولة إلى دخل الذكور، والعديد من التدابير الإحصائية الجندرية النسبية الأخرى. لا يشمل عوامل مثل معدلات الجريمة ضد النساء مقابل الرجال، أو العنف المنزلي وجرائم الشرف أو مثل هذه العوامل. يستخدم المنتدى الاقتصادي العالمي البيانات القديمة أو يقدم أفضل تقدير لحساب مؤشر الفجوة العالمية (جي جي آي)، عندما تكون البيانات غير متاحة أو يصعب جمعها.
احتلت المكسيك المرتبة 66 من بين 144 دولة في المساواة بين الجنسين، وفقًا لمؤشر الفجوة بين الجنسين الخاص بالمنتدى الاقتصادي العالمي لعام 2016، واحتلت المرتبة 122 في المشاركة الاقتصادية والفرص، والمرتبة 51 في التحصيل العلمي، والمرتبة 34 في التمكين السياسي، والأولى في الصحة والبقاء على قيد الحياة.
الغرض من تقرير التنمية البشرية هو تغيير تركيز اقتصاديات التنمية وتشجيع البلدان على التركيز بشكل أكبر على التنمية الفردية لجميع سكانها، والتركيز بشكل أقل على الدخل القومي والناتج المحلي الإجمالي. يحدد تقرير التنمية البشرية الإمكانات الأكثر أهمية في نظام التصنيف الخاص به من خلال النظر فيما لو كانت تُقيَّم عالميًا من قبل مجموعات كبيرة من الأشخاص، أو إذا كانت أساسية، وبالتالي سيعيق إعمال الإمكانيات الأخرى. يحاول المؤشر طرح أجندة سياسة عامة أكثر حساسية تجاه النوع الاجتماعي من خلال إدراج المساواة بين الجنسين وأنواع محددة من التمييز التي تؤثر على حياة المرأة كمحور تركيز رئيسي في البلدان النامية.
احتلت المكسيك المرتبة 77 من أصل 188 دولةً بالنسبة للمساواة بين الجنسين، وفق مؤشر الأمم المتحدة لعدم المساواة بين الجنسين لعام 2016 (جزء من تقرير التنمية البشرية). انخفض ترتيب المكسيك في هذا المؤشر من المرتبة 66 لعام 2013، إذ كان قد زاد في عام 2012، عندما كانت في المرتبة 72، ويعتبر هذا تحسن في ترتيبها لعام 2010، عندما احتلت المرتبة 68 من أصل 169 دولة.

## التفاوتات الاقتصادية

### المشاركة العمالية
كانت النساء قد شكلت 29% فقط من السكان النشطين اقتصاديًا في المكسيك، و23% من السكان النشطين اقتصاديًا ممن يكسبون الأجور اعتبارًا من عام 1995. زاد عدد النساء في القوى العاملة المكسيكية بشكل كبير منذ تسعينيات القرن العشرين، بينما انخفضت مشاركة الرجال في القوى العاملة. تبلغ النسب المئوية الفعلية للنساء العاملات مقابل العاطلات حوالي 30-35%، بينما تبلغ النسبة المئوية للرجال العاملين حوالي 70%.
تعمل 6% من نساء القوى العاملة إما في القطاع غير الرسمي حيث لا يحصلن على راتب ثابت أو في قطاع الصناعات المنزلية حيث لا يحصلن على راتب، وفقًا لدراسة أجرتها مارغريتا فالديس. يزيد عدد النساء الموظفات اللاتي ينفذن أعمالًا غير مدفوعة لكنها مهمة وأساسية من الناحية الاجتماعية، على عدد الرجال الذين يفعلون الشيء نفسه.
تعمل العديد من النساء في المناطق الحرة لتجهيز الصادرات أو في عمليات التصنيع القائمة على التصدير. تتكون القوى العاملة التصديرية بدرجة كبيرة من النساء، على الرغم من تغير نسبة النساء من 80% من القوة العاملة في ثمانينيات القرن العشرين إلى 58.8% فقط بحلول عام 2006، ويختلف ذلك حسب المنطقة. لا تغطي رواتب الصناعة التجهيزية احتياجات السلة الأساسية للعاملين بها، بسبب انخفاض الأجور في قطاع التصنيع التصديري بمرور الوقت.
يعتبر العمال أنه من الضروري غالبًا إكمال هذه الرواتب بعمل غير رسمي، نظرًا لكونها غير كافية. تستخدم المناطق الحرة لتجهيز الصادرات أيضًا اختبارات الحمل بشكل متكرر لضمان عدم توظيف النساء الحوامل، وتستخدم تكتيك الخوف كثيرًا لتخويف العاملات الموظفات من أجل عدم الحمل حتى يبقين على رأس عملهن. كانت 20% من عاملات الصناعة التجهيزية ضحايا للتحرش الجنسي من قبل زملاء العمل والمشرفين والمديرين، وفقًا لدراسة أجراها أليكس كوفاروبياس وغابرييلا جريجالفا في سونورا (شمال المكسيك).
وجدت دراسة أخرى أن هناك حوالي 65 امرأة مقابل كل مئة رجل في المهن الاحترافية والتقنية، ووجدت هذه الدراسة أيضًا أن أكبر تفاوت اقتصادي بين الجنسين موجود في ملكية المشاريع، إذ تمتلك النساء 17 شركة تجارية مقابل كل مئة شركة يمتلكها الرجال.
تبقى معدلات توظيف النساء في سوق العمل الريفية المكسيكية أقل بكثير من تلك الخاصة بالرجال، رغم أن نسبة العاملين في المناطق للريفية متساوية تقريبًا بين الجنسين. تشير الدراسات أيضًا إلى أن العديد من النساء في المجتمعات الريفية يشعرن أن العمل خارج المنزل بأجر رسمي، يتعارض بشكل مباشر مع الدور التقليدي للمرأة كربة منزل.

### التمييز المهني القائم على النوع الاجتماعي
يأخذ التمييز المهني بين الجنسين شكل الفصل الأفقي: التوزيع غير المتساوي بين الجنسين عبر المهن، والفصل العمودي: التمثيل المفرط للرجال في المناصب العليا في كل من المجالات التقليدية للذكور والإناث.
قلّ التمييز المهني في المكسيك بين عامي 1987 و1993 في درجة مؤشر التمييز المهني الذي كان 26.6 وأصبح 23.5، ويعني هذا أن 23.5% من النساء و76.5% من الرجال سينتقلون لمجال مهني مختلف، من أجل أن يكون لجميع المهن تكوين يساوي بين الجنسين.[بحاجة لمصدر]

### فجوة الأجور
عادت فجوة الأجور بين الذكور والإناث لتزيد مرة أخرى في عام 1996 بعد الأزمة الاقتصادية المكسيكية، على الرغم من انخفاضها من ثمانينات القرن العشرين وحتى أوائل تسعينياته. بلغت الفجوة الإجمالية في الأجور في المكسيك 17.4% في عام 2008 وفقًا لاتحاد نقابات العمال الدولي. تختلف الفجوة حسب المهنة، إذ تحصل المعلمات في المكسيك على 91.2% من راتب المعلمين الذكور، في حين لا تحصل المشرفات الصناعيات إلا على 66.9% من الأجور التي يتقاضاها نظرائهن من الذكور.